# Provinca El Seibo
El Seibo (španska izgovarjava: [el ˈseiβo]) (tudi El Seybo) je provinca Dominikanske republike. Pred letom 1992 je bila del skupne province s provinco Hato Mayor.

## Občine in občinski okraji
Provinca je bila 20. junija 2006 razdeljena na naslednje občine in občinske okraje (D.M.-je):
| - Santa Cruz de El Seibo, glavno mesto province - Pedro Sánchez (M.D.) - San Francisco-Vicentillo (M.D.) - Santa Lucía (M.D.) - Miches - El Cedro (M.D.) - La Gina (M.D.) |

Spodnja tabela prikazuje števila prebivalstev občin in občinskih okrajev iz popisa prebivalstva leta 2012. Mestno prebivalstvo vključuje prebivalce sedežev občin/občinskih okrajev, podeželsko prebivalstvo pa prebivalce okrožij (Secciones) in sosesk (Parajes) zunaj okrožij.
| Občina                 | Skupno prebivalstvo | Mestno prebivalstvo | Podeželsko prebivalstvo |
| ---------------------- | ------------------- | ------------------- | ----------------------- |
| Miches                 | 18,745              | 1,586               | 17,159                  |
| Santa Cruz de El Seibo | 97,144              | 80,575              | 16,569                  |
| Provinca El Seibo      | 115,889             | 82,161              | 33,728                  |

Za celoten seznam občin in občinskih okrajev države, glej Seznam občin Dominikanske republike.  